# AaB 89ers 2017
Questa voce raccoglie le informazioni riguardanti gli AaB 89ers nelle competizioni ufficiali della stagione 2017.

## Prima squadra

### Nationalligaen 2017

#### Stagione regolare
| Aalborg 8 aprile 2017, ore 14:00 1ª giornata | AaB 89ers | 31 – 20 referto | Herlev Rebels | Aab´s anlæg |

| Aalborg 29 aprile 2017, ore 14:00 3ª giornata | AaB 89ers | 0 – 40 referto | Copenhagen Towers | Aab´s anlæg |

| Kastrup 13 maggio 2017, ore 14:00 5ª giornata | Amager Demons | 18 – 0 referto | AaB 89ers | Bag Amagerhallen |

| Copenaghen 20 maggio 2017, ore 14:00 6ª giornata | Copenhagen Tomahawks | 14 – 34 referto | AaB 89ers | Valby Idrætspark |

| Nærum 3 giugno 2017, ore 14:00 8ª giornata | Søllerød Gold Diggers | 41 – 0 referto | AaB 89ers | Rundforbi Stadion |

| Gentofte 10 giugno 2017, ore 14:00 9ª giornata | Copenhagen Towers | 50 – 6 referto | AaB 89ers | Gentofte Sportspark |

| Aalborg 24 giugno 2017, ore 14:00 11ª giornata | AaB 89ers | 37 – 18 referto | Copenhagen Tomahawks | Aab´s anlæg |

| Aalborg 20 agosto 2017, ore 13:00 12ª giornata | AaB 89ers | 0 – 27 referto | Triangle Razorbacks | Aab´s anlæg |

| 26 agosto 2017, ore 14:00 13ª giornata | AaB 89ers | 33 – 9 | Amager Demons |  |

| 10 settembre 2017, ore 16:00 15ª giornata | Aarhus Tigers | 21 – 10 | AaB 89ers |  |

#### Playoff
| Viby J 17 settembre 2017, ore 14:00 Semifinale | Aarhus Tigers | 34 – 22 referto | AaB 89ers | Bøgeskov Idrætsanlæg |

### Statistiche di squadra
| Competizione      | %Vittorie | In casa | In casa | In casa | In casa | In casa | In casa | In trasferta | In trasferta | In trasferta | In trasferta | In trasferta | In trasferta | Totale | Totale | Totale | Totale | Totale | Totale |
| Competizione      | %Vittorie | G       | V       | N       | P       | Pf      | Ps      | G            | V            | N            | P            | Pf           | Ps           | G      | V      | N      | P      | Pf     | Ps     |
| ----------------- | --------- | ------- | ------- | ------- | ------- | ------- | ------- | ------------ | ------------ | ------------ | ------------ | ------------ | ------------ | ------ | ------ | ------ | ------ | ------ | ------ |
| Stagione regolare | .400      | 5       | 3       | 0       | 2       | 101     | 114     | 5            | 1            | 0            | 4            | 50           | 144          | 10     | 4      | 0      | 6      | 151    | 258    |
| Playoff           | .000      | 0       | 0       | 0       | 0       | 0       | 0       | 1            | 0            | 0            | 1            | 22           | 34           | 1      | 0      | 0      | 1      | 22     | 34     |
| Totale            | .364      | 5       | 3       | 0       | 2       | 101     | 114     | 6            | 1            | 0            | 5            | 72           | 178          | 11     | 4      | 0      | 7      | 173    | 292    |

## Seconda squadra

### Danmarksserien 2017

#### Stagione regolare
| Aalborg 9 aprile 2017, ore 14:00 1ª giornata | AaB 89ers II /Thisted Brewers | 24 – 6 referto | Triangle Razorbacks II | Aab´s anlæg |

| Næstved 22 aprile 2017, ore 14:00 3ª giornata | Næstved Vikings | 50 – 0 referto | AaB 89ers II/ Thisted Brewers | H.G. Idrætsanlæg |

| Aalborg 12 maggio 2017, ore 14:00 6ª giornata | AaB 89ers II /Thisted Brewers | 6 – 20 referto | Herning Hawks | Aab´s anlæg |

| Ringkøbing-Skjern 21 maggio 2017, ore 14:00 7ª giornata | Skjern Trojans | 50 – 0 referto | AaB 89ers II/ Thisted Brewers | Ringkøbing-Skjern kulturcenter |

| Aalborg 5 giugno 2017, ore 14:00 9ª giornata | AaB 89ers II /Thisted Brewers | 12 – 16 referto | Aarhus Tigers II | Aab´s anlæg |

| Skive 18 giugno 2017, ore 14:00 11ª giornata | Midwest Musketeers | 14 – 20 referto | AaB 89ers II/ Thisted Brewers | Resen Skole |

| Randers 13 agosto 2017, ore 14:00 13ª giornata | Randers Rednex | 6 – 16 referto | AaB 89ers II/ Thisted Brewers | Thunder Field |

| Aalborg 2 settembre 2017, ore 14:00 16ª giornata | AaB 89ers II /Thisted Brewers | 22 – 20 referto | Kolding Guardians | Aab´s anlæg |

| Odense 10 settembre 2017, ore 14:00 17ª giornata | Middelfart Stingers /Odense Badgers II | 6 – 20 referto | AaB 89ers II/ Thisted Brewers | Bolbroparken |

#### Playoff
| Aalborg 16 settembre 2017, ore 14:00 Wild Card | AaB 89ers II /Thisted Brewers | 12 – 58 referto | Kolding Guardians | Aab´s anlæg |

### Statistiche di squadra
| Competizione      | %Vittorie | In casa | In casa | In casa | In casa | In casa | In casa | In trasferta | In trasferta | In trasferta | In trasferta | In trasferta | In trasferta | Totale | Totale | Totale | Totale | Totale | Totale |
| Competizione      | %Vittorie | G       | V       | N       | P       | Pf      | Ps      | G            | V            | N            | P            | Pf           | Ps           | G      | V      | N      | P      | Pf     | Ps     |
| ----------------- | --------- | ------- | ------- | ------- | ------- | ------- | ------- | ------------ | ------------ | ------------ | ------------ | ------------ | ------------ | ------ | ------ | ------ | ------ | ------ | ------ |
| Stagione regolare | .556      | 4       | 2       | 0       | 2       | 64      | 62      | 5            | 3            | 0            | 2            | 56           | 126          | 9      | 5      | 0      | 4      | 120    | 188    |
| Playoff           | .000      | 1       | 0       | 0       | 1       | 12      | 58      | 0            | 0            | 0            | 0            | 0            | 0            | 1      | 0      | 0      | 1      | 12     | 58     |
| Totale            | .500      | 5       | 2       | 0       | 3       | 76      | 120     | 5            | 3            | 0            | 2            | 56           | 126          | 10     | 5      | 0      | 5      | 132    | 246    |